# Turkmenistyka
Turkmenistyka – nauka o języku, literaturze, kulturze, historii i dziejach Turkmenistanu. Jest działem turkologii jako nauki nadrzędnej o wszystkich ludach turkojęzycznych. Na Uniwersytecie Warszawskim, gdzie turkmenistyka jest wykładana jako odrębna specjalizacja, zajęcia czasem prowadzone są w grupach łączonych ze specjalizacją turkologiczną.